# Vernonia amygdalina
Vernonia amygdalina là một loài thực vật có hoa trong họ Cúc. Loài này được Delile miêu tả khoa học đầu tiên năm 1826. Cây thường được gọi là lá đắng trong tiếng Anh vì vị đắng của nó. Các lá nấu chín là một loại rau chính trong các món canh/súp và các món hầm ở vùng châu Phi xích đạo. Tên bản địa của chúng ở châu Phi bao gồm grawa (Amharic), ewuro (Yoruba), etidot (Ibibio), onugbu (Igbo), ityuna (Tiv), oriwo (Edo), chusar-doki (Hausa), mululuza (Luganda), labwori (Acholi), olusia (Luo), và ndoleh (Cameroon). Là loài cây bụi cao 2–5 m, mọc nhiều ở vùng nhiệt đới châu Phi. Lá đơn mọc cách, phiến lá hình trái xoan có thể dài tới 20 cm, đầu lá nhọn, đuôi là nhọn hoặc hình nêm.
Ở tự nhiên người ta quan sát thấy một số loài linh trưởng châu Phi đã ăn lá này khi chúng bị nhiễm một số bệnh ký sinh trùng.
Trong một thí nghiệm lâm sàng sơ bộ, người ta dùng nước sắc từ 25g lá tươi của V.amygdalina điều trị cho các bệnh nhân sốt rét bởi ký sinh trùng đơn bào Plasmodium falciparum mức độ nhẹ ở châu Phi thấy rằng 67% có phản ứng lâm sàng, và trong số đó thì 71% là có các triệu chứng tái phát. Không có phản ứng phụ trong quá trình thí nghiệm sơ bộ.